# Noorderpoort (Hoorn)
De Noorderpoort is een voormalige stadspoort in de Noord-Hollandse stad Hoorn. De poort bevond zich ongeveer op de plek waar nu het Keern begint, vlak naast de Paardenmarkt (nu de Noorder-Veemarkt). In totaal hebben er twee poorten gestaan: een van hout en een van steen.

## Geschiedenis
Wanneer de eerste houten Noorderpoort gebouwd werd is niet bekend. Volgens Velius werd in 1482 een blokhuis naast de poort gebouwd. De stenen poort werd kort na het blokhuis gebouwd om de stad te kunnen verdedigen. Om een gedeelte van de poort en om het gehele naastgelegen blokhuis werd een muur met een aarden wal geplaatst. De plek hiervan is in de plattegrond van Hoorn nog gedeeltelijk te zien: de straten Keern, De Weel en Hoge Vest komen hier bij elkaar.
In 1850 werd de laatste Noorderpoort gesloopt en vervangen door twee wachthuisjes. Er werd voor sloop gekozen om het toenemende verkeer de ruimte te geven.